# Републикански път III-6033
Републикански път IIІ-6033 е третокласен път, част от Републиканската пътна мрежа на България, преминаващ изцяло по територията на Пернишка област, Община Ковачевци. Дължината му е 9,1 km.
Пътят се отклонява наляво при 16,3 km на Републикански път III-603 в северната част на село Ковачевци, минава през центъра на селото и се насочва на юг по долината на река Светля (десен приток на Струма). Преминава покрай западния бряг на язовир Пчелина и в югоизточната част на село Лобош се свързва с Републикански път III-623 при неговия 43,6 km.
| Пътища, отклоняващи се надясно (населено място, № на пътя, посока на пътя) | km  | Пътища, отклоняващи се наляво (посока на пътя, № на пътя, населено място) |
| -------------------------------------------------------------------------- | --- | ------------------------------------------------------------------------- |
| Община Ковачевци, III-603, 16,3 km, с. Ковачевци ←                         | 0,0 | ← с. Ковачевци, 16,3 km, III-603, Община Ковачевци                        |
| (за с. Ракиловци) общински път ←                                           | 1,3 |                                                                           |
| (до с. Габрешевци) III-623, 43,6 km, с. Лобош ←                            | 9,1 | ← с. Лобош, 43,6 km, III-623 (от 34,9 km на II-62)                        |